# Plioplatecarpus

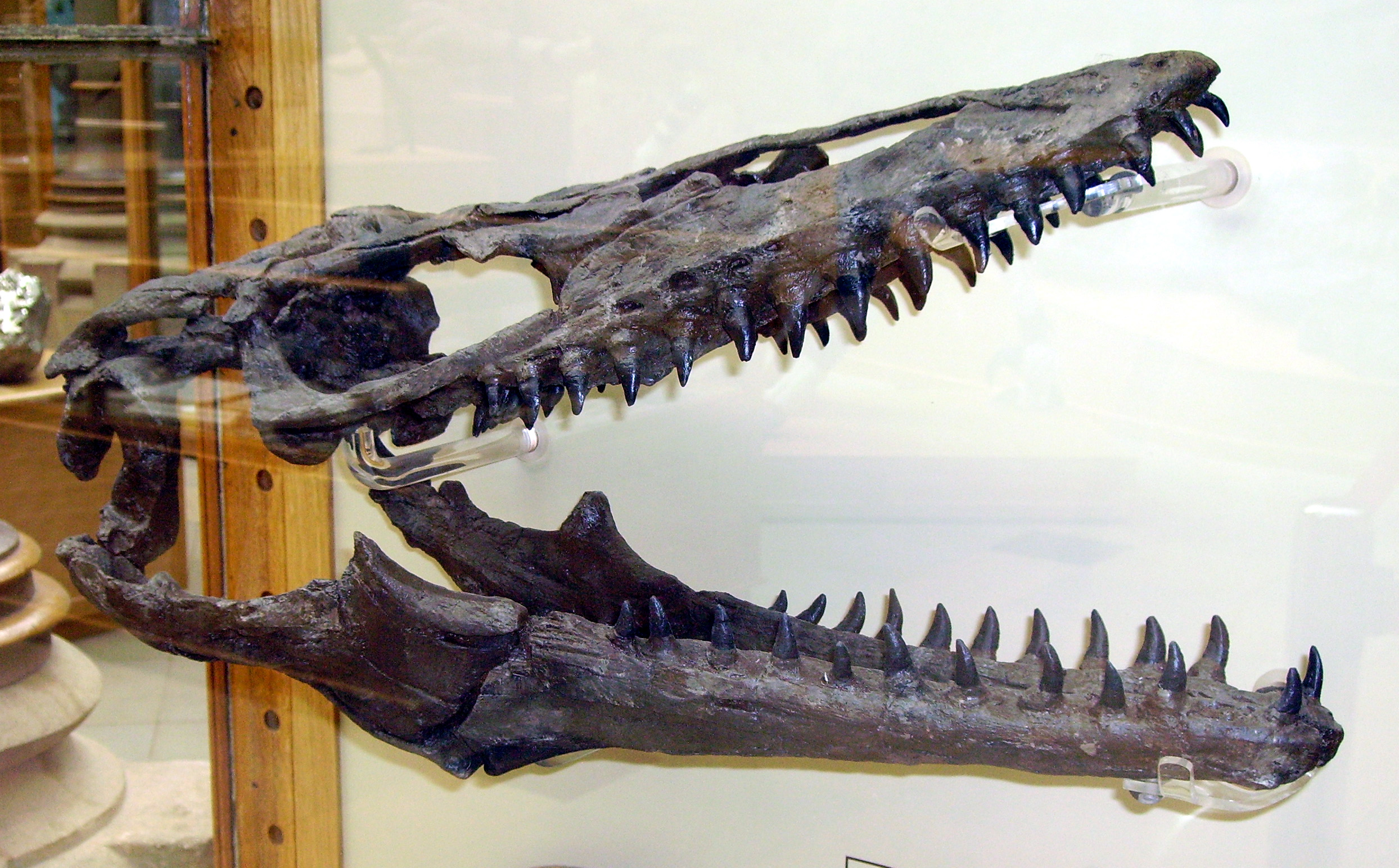

Plioplatecarpus je rod vymřelého mořského plaza z čeledi Mosasauridae. Na délku měřil kolem 7 metrů a jeho hlava asi 55 cm. Hlava byla oproti hlavám jiným mosasaurům poměrně krátká. Očnice v lebce byly umístěny způsobem, který pravděpodobně tomuto mosasaurovi umožňoval binokulární (stereoskopické) vidění.

## Výskyt a popis
Tento mosasaur žil v období pozdní křídy asi před 67 milióny let na území současných států Alabama (souvrství Demopolis Chalk), Mississippi, Jižní Dakota, Severní Dakota, dále v Kanadě, Švédsku a Nizozemsku. Žil v mělkých mořských vodách a živil se pravděpodobně přednostně hlavonožci, protože relativně slabě zasazené zuby mu nedovolovaly lovit větší kořist.

## Druhy
- Plioplatecarpus depressus
- Plioplatecarpus houzeaui
- Plioplatecarpus marshi
- Plioplatecarpus nichollsae
- Plioplatecarpus primaevus